# 필레토
필레토(이탈리아어: Filetto)는 이탈리아 아브루초주 키에티도에 있는 코무네이다.